# 樺木號

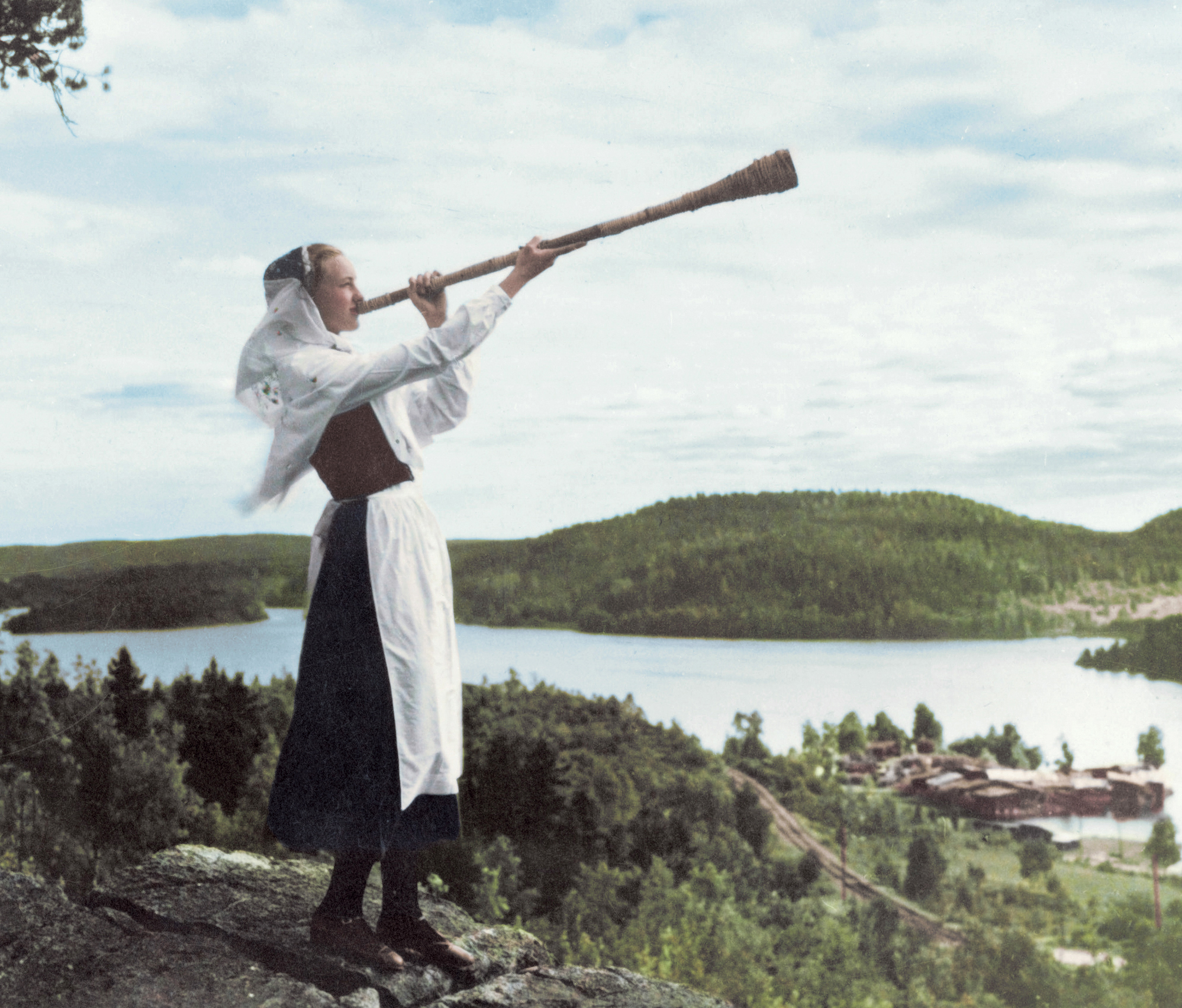
一名瑞典女性吹響樺木號

樺木號（挪威語：neverlur；瑞典語：näverlur；拉脫維亞語：tās̆u taure；立陶宛語：ragas, daudytė；芬蘭語：tuohitorvi；愛沙尼亞語：karjapasun）是一種由雲杉外裹製成的天然樺樹皮喇叭，在北歐國家，尤其是挪威、瑞典、芬蘭、英國、丹麥、拉脫維亞、立陶宛、白俄羅斯和愛沙尼亞聞名。它們與早期歐洲木屋文化有關，據推測它們被用來恐嚇掠食者、超自然敵人和召開群眾參加會議。
通常樺木號是天然喇叭，沒有指孔或閥門。通常演奏者可以在樂器上按自然音階演奏10個音。在現代樺木號主要是一種文化產品，用於偶爾的演奏。在芬蘭，樺木小號在當地被稱為tuohitorvi，有不同的品種。有些樂器是天然號角，通常由牧羊人用來發出信號，而另一些樂器則採用靜音短號的風格，並有指孔用於演奏旋律。